# Myrmecaelurus cortieri
Myrmecaelurus cortieri is een insect uit de familie van de mierenleeuwen (Myrmeleontidae), die tot de orde netvleugeligen (Neuroptera) behoort. 
Myrmecaelurus cortieri is voor het eerst wetenschappelijk beschreven door Navás in 1922.